# نيسان كارفان
نيسان كارفان هي سيارة فان من إنتاج شركة نيسان موتورز وقد ظهرت للمرة الأولى في سنة 1973. صممت السيارة لتكون عربة نقل بضائع. سُوقت السيارة خارج اليابان تحت أسماء نيسان أورفان ونيسان كينغ فان، بالإضافة إلى نيسان هومي، وهو الاسم الذي خصصته الشركة لنموذج مستقل من السيارة وتم إنتاجه بين سنوات 1965-1997.